# Церква Святого Миколая (Львів)
Це́рква Свято́го Микола́я, архієпископа Мир Лікійських, чудотворця — культова споруда у Львові, чинний храм Православної церкви України, пам'ятка архітектури національного значення. Традиційно вважається найдавнішим храмом міста. Розташовується під горою Будельницею на вул. Богдана Хмельницького, 28 г (колишній Волинський тракт).

## Історія
Храм із білого тесаного каменю, зведений неподалік підніжжя Княжої гори разом із першими поселеннями, є чи не найпершим у Львові. Посвята церкви святому Миколаю Мирлікійському, котрий є зокрема покровителем торговців, а також розміщення поблизу брами на старій торговиці (ринку), дають підстави вважати, що фундаторами церкви були давні львівські купці. Існує однак й історична традиція, згідно з якою церква була надвірною для галицько-волинських князів, княжою усипальницею, та осередком громадсько-політичного життя раннього Львова. Традиція ймовірно навіяна текстом княжого привілею, достовірність якого певний час не викликала сумнівів і лише ХІХ столітті була спростована.
Археологічні розкопки, проведені у 1978 році, засвідчили заснування храму у ХІІІ столітті.
Дата будівництва церкви напевно невідома і є предметом багатьох інтерпретацій то здогадок. Місце розташування храму на території однієї із найдавніших історичних дільниць, його планувальна структура та документальна традиція, що походить від датованого 1292 роком, привілею князя Лева про надання церкві земельних угідь, свідчать про те що споруда могла бути збудована в ранній період історії міста — між 1264 і 1340 роками. 
Разом із тим утверджена в сучасній науці думка про неавтентичність привілею, залишає широкий горизонт для припущень щодо найранішої історії споруди. Зокрема деякі вчені припускають, що засновником храму міг бути й князь Данило. Свого часу це була головна князівська церква, розташована неподалік від замку володарів Галичини.  
Сліди укріплень того часу не збереглися, але з літопису, який дійшов до наших днів, відомо, що у дворі біля церкви була князівська скарбниця. Звідти у 1340-х роках нападники вже з іншої сторони на чолі з королем сусідньої держави взяли списи та мечі проти захисників Галицького князівства, зруйнували замок і вкрали дві золоті корони, прикрашений діамантами престол, коштовні хрести, князівський плащ та інші цінності. 
Ще одне припущення стосується того, що у цьому храмі була православна катедра ще до того, як поляки завоювали Львів.
Документи свідчать про те, що храм Святого Миколая був власником полів і маєтків, а король Сиґізмунд надав настоятелеві церкви юридику, тобто церква отримала право збору податків на своїх землях і навіть здійснювати суд.
Так, у 1471 році церкву було звільнено від податків, а 1543 року парохія звільняється від замкового присуду.
Із 1544 року при церкві існувало Миколаївське братство. У часи відродження православної церкви храм Святого Миколая відігравав вагому роль як осередок віри та просвіти. Щоправда, пожежа 1623 року завдала церкві пошкоджень, й упродовж усього століття вона зазнавала регулярної шкоди від набігів татар.
Від 1700 року церква належала Українській греко-католицькій церкві. Після львівського псевдособору в 1946 р. храм незаконно перейшов під юрисдикцію Московського патріархату РПЦ. 
Під час відзначення храмового празника у проповіді пароха, яка була виголошена 1956 року у Львові, говорилося: “Скільки бур пронеслося над нашим містом за цей тривалий час його існування! Усе змив з лиця нашої землі потік часу. Тільки цей святий храм, перебуваючи під особливою опікою Святого Миколая, і досі залишився як свідок християнської віри наших батьків, дідів і прадідів”. Серед бурхливих подій храмові Святого Миколая вдалося вистояти понад сім століть і дочекатись права служити вірним в Українській Автокефальній Православній Церкві, за яку ще у грудні 1989 року одностайно висловилися священики і миряни у Львові.
З 2018 року храм перейшов до Православної церкви України.

## Архітектура
Археологи вбачають у фундаментах храму одну з найдавніших будівель поселення, споруджену за зразком візантійського зодчества. 
Пам'ятка не зберегла свого первозданного вигляду. Від первісної церкви залишилися тільки фрагменти стін. Її змінили ґрунтовні перебудови після пожеж 1623 та 1800 рр., коли згоріли криті ґонтом дахи, купол і вежа-дзвіниця над бабинцем. Будівля зведена на старому цвинтарі, а це підтверджує існування на цьому місці давнішої, можливо, дерев'яної церкви.
Церква являє собою своєрідну хрещату в плані споруду з квадратною навою, навколо якої групуються об'єми вівтаря з півкруглою апсидою зі сходу, прямокутного бабинця і бічних каплиць, також з півкруглими апсидами.

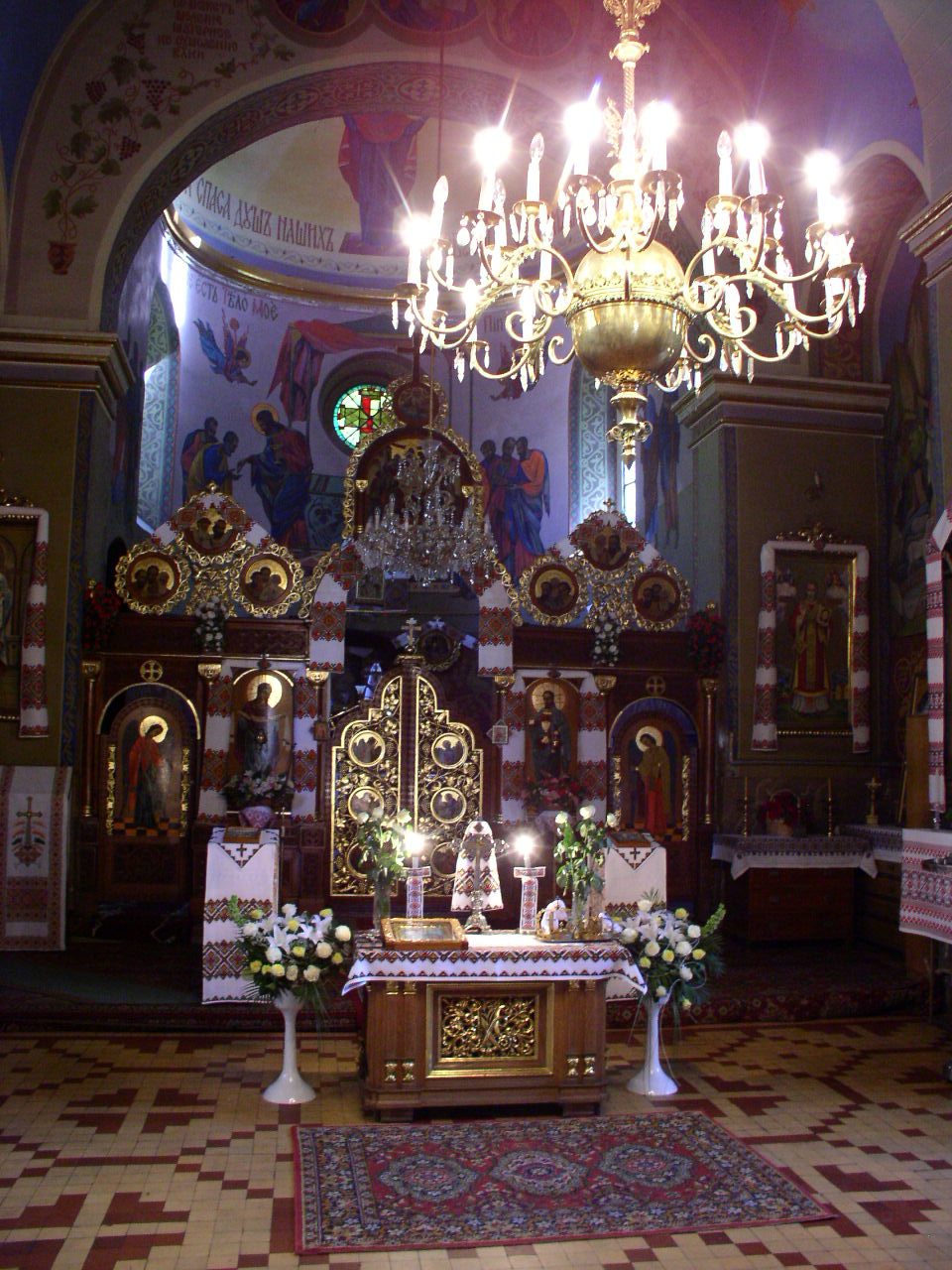

Нава і вівтарна частина хрестокупольного храма завершені типовими для української архітектури банями з ліхтарями. Об'ємно-планувальна композиція Миколаївської церкви зближує її з давніми храмами Київської Русі, а також має аналоги в архітектурі південних слов'ян. Від будівлі XIII ст. залишилися план, нижня частина кам'яних стін і відкриті з-під тиньку апсиди, вимурувані з тесаних блоків білого вапняку. Застосування у будівництві тесаного білого каменю було поширене в XII–XIII ст. у Галицько-Волинській Русі.
В другій половині XVII ст. церкву перебудовано й роботи закінчено у 1701 році, як про це свідчить надпис на арці головної нави. У 1776 році було прибудовано захристя.
Проте лихо не оминало храм — пожежа знищила давній іконостас 1783-го, а через пожежу 1800 року церква отримала дві нові бані та бляшаний дах. Однак після добудов і перебудов вона зберегла головні риси старовинної архітектури — план грецького рівнораменного хреста і центральний купол. Цим вона нагадує православні храми у південних країнах, поєднуючи в собі традиції балканської та вірменської архітектури. 
Мікс класичного візантійсько-руського хрестовокупольного плану з романською будівельною технікою витворює новий самобутній стиль, характерний для зодчества давньої Галичини.
У 1926 році довкола церкви було збудовано кам'яний паркан із залізними ґратами, який виготовила фірма Михайла Стефанівського за проектом Олександра Лушпинського.
Упродовж 2017 — 2018 рр. тривала реставрація храму, на яку з міського бюджету Львова було використано близько 5,5 млн. грн. Під час ремонтних робіт повністю замінили дах (адже покрівля була вже знищена) над самим храмом на новий мідний. Окрім того, були замінені інженерні мережі, тобто каналізація і водовідведення. Також були зміцнені підпірна стінка та огорожа і проведено благоустрій та  замощення територій натуральним каменем.

## Реліквії церкви
Із старовинних пам'яток мистецтва тут збереглися ікона Федора Тіронського (XVII ст.) та ікона Богоматері, яка є цінним твором львівського малярства першої половини XVII ст., за стилем близька до школи художника Федора Сеньковича.
У церкві зберігаються мощі Святого Миколая Чудотворця, котрі подарував церкві антіохійський Патріярх Йоаким V, під час свого перебування у Львові, требник Петра Могили 1719 року, хоругва 1760 року, на одному боці якої зображення святого Миколая, на другому — Ісус Христос з пристоячими.
А ще до львівських святинь, які належать церкві, відноситься ікона Святого Миколая Чудотворця. Святий на іконі зображений у ризах візантійського взору на золоченому тлі. У храмі є також ікона Святого Теодора Тиронського з колишньої церкви Святого Теодора, яка стояла поблизу церкви Святого Миколая. Ікона Святого Теодора Тиронського є у Львові пам’яткою про знищені тут храми.
Фрески головного фасаду церкви із зображенням св. Миколая, Розп'яття, св. Івана та Богородиці були виконані у 1924 році українським митцем Петром Холодним.
Сучасний іконостас був виготовлений у псевдовізантійському стилі у 1947 — 1949 роках, стінні розписи у 1955 — 1957 роках на замовлення о. Ваньчицького, за проєктом о. Володимира Яреми, виконали художники Карло Звіринський, Станіслав Серветник, М. Ткаченко і В. Масютко. У 1990 році розписи церкви були невдало перемальовані, тому вони потребують фахової реставрації . 
У 2014 році на дзвіниці церкви Святого Миколая було знайдено дерев'яні скульптури ангелів. За оцінками мистецтвознавців, це роботи, найімовірніше, видатного Йогана Ґеорґа Пінзеля (середини XVIII століття). Скульптури були відреставровані фахівцями.
З ініціативи духовенства, громади церкви Св. Миколая, Мистецького фонду імені короля Данила, науковців, що досліджують історію найдавнішої православної церкви Львова, було створено виставку «Скарби княжої церкви св. Миколая у Львові».

## Світлини

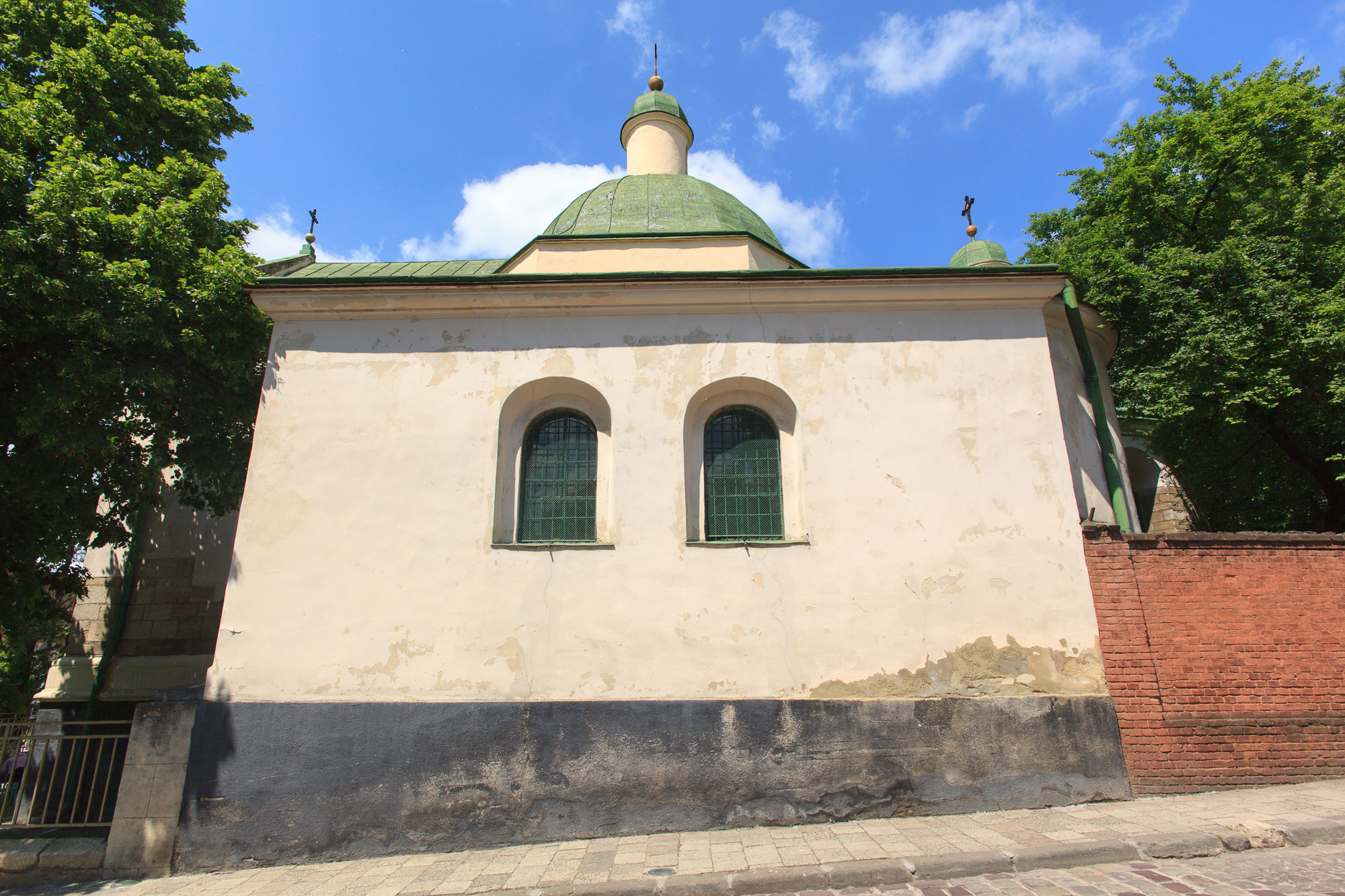
Церква Св. Миколая, (2015)
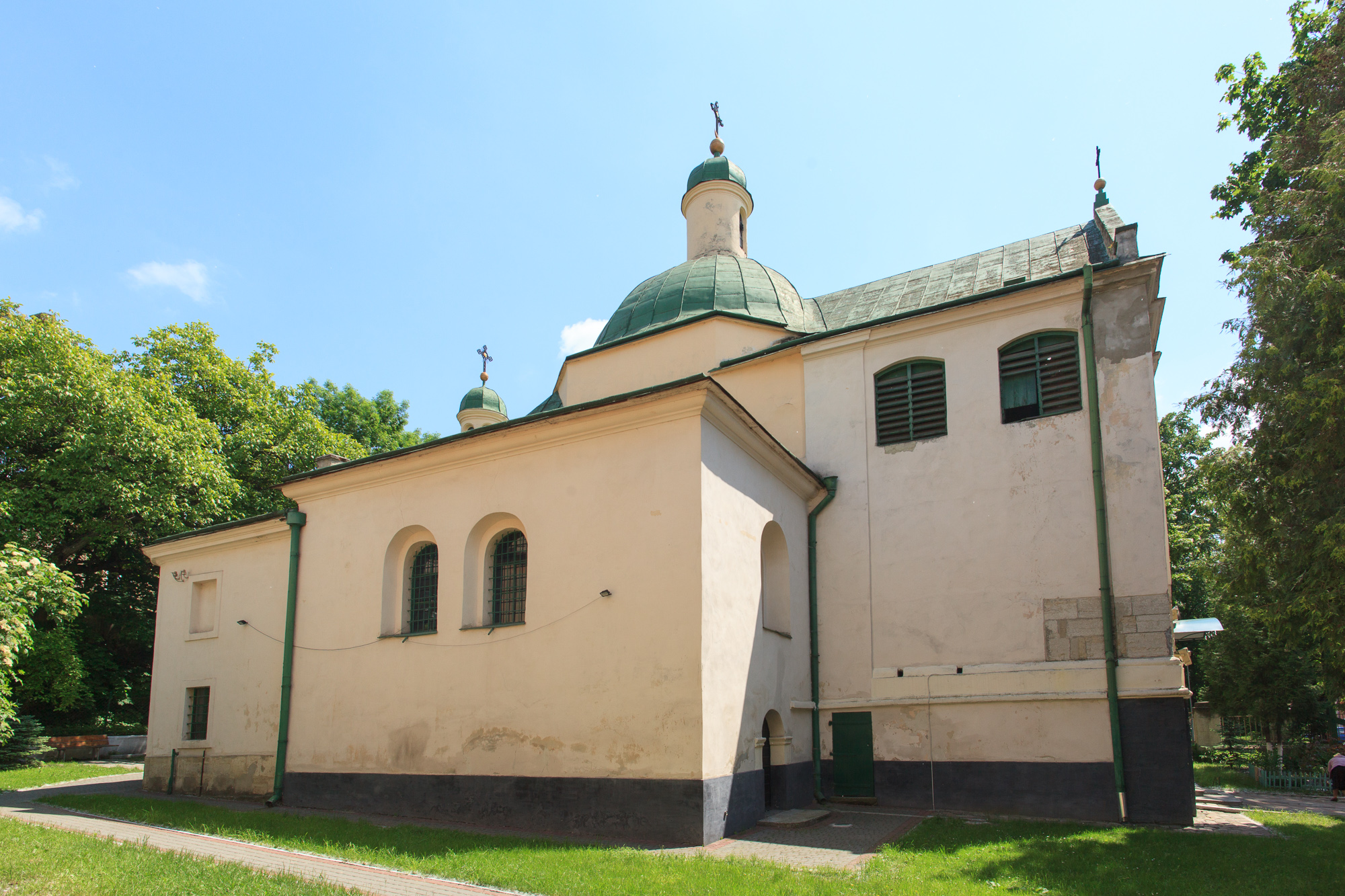
Церква Св. Миколая, (2015)
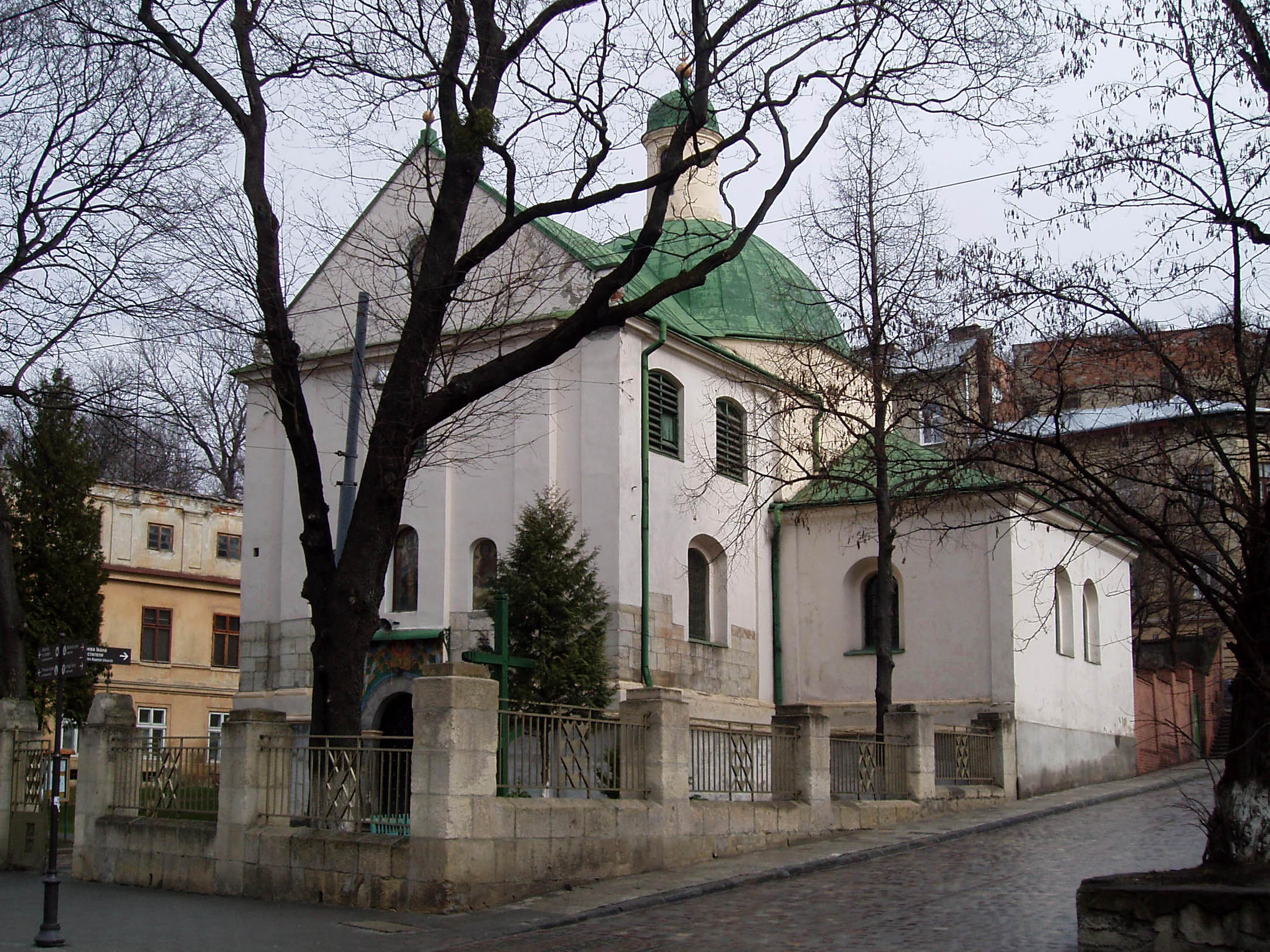
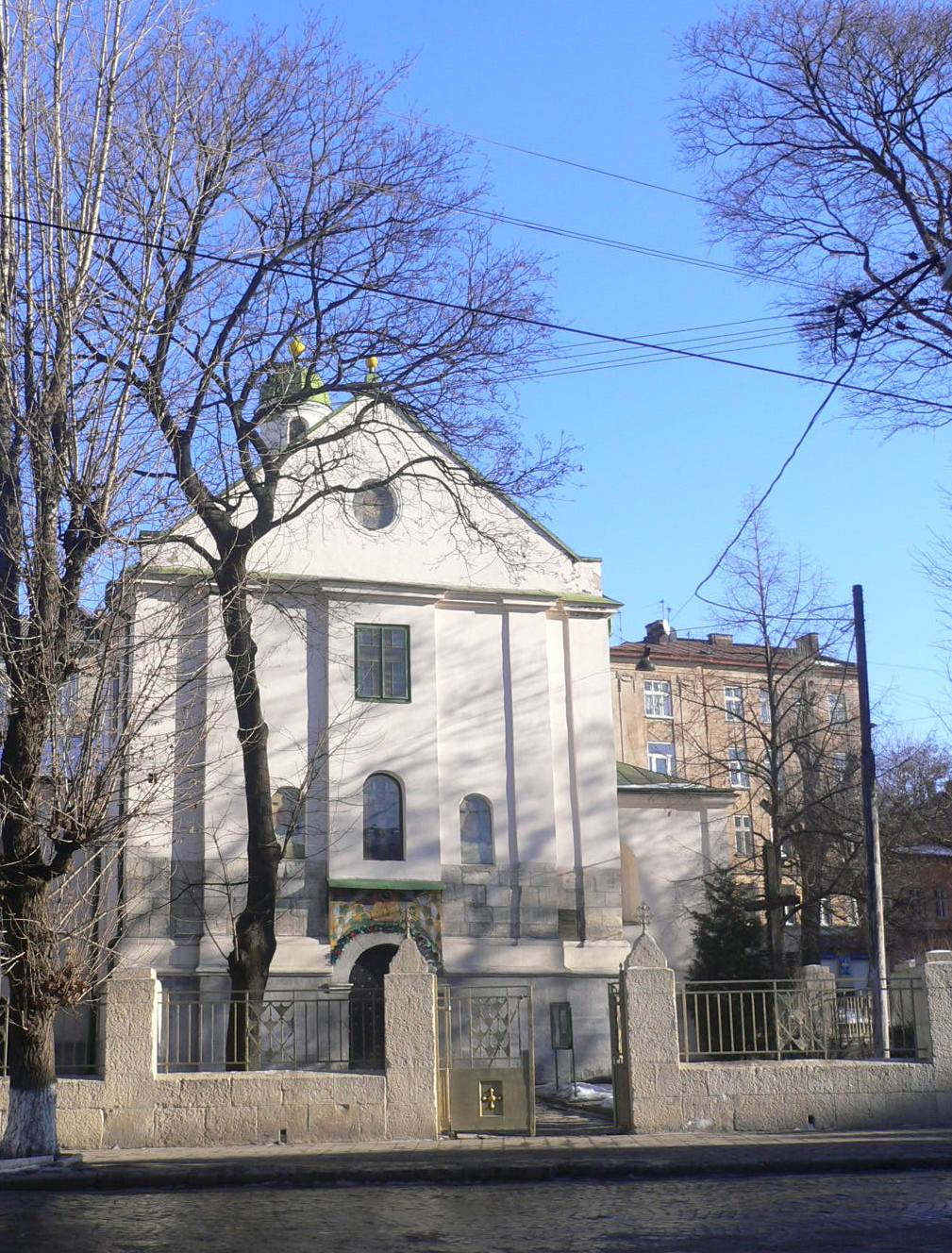
Фасад церкви
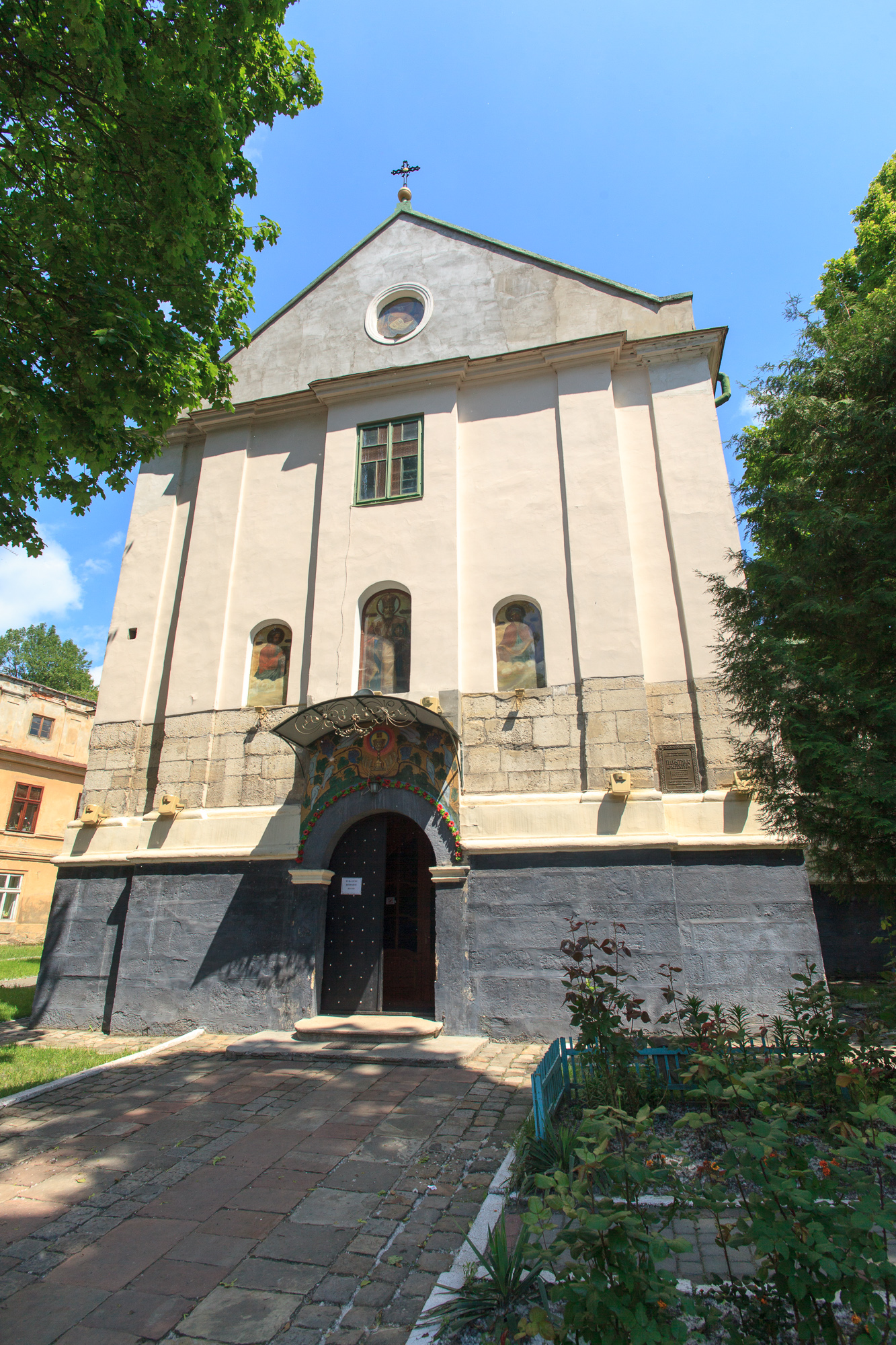